# Franz Julen

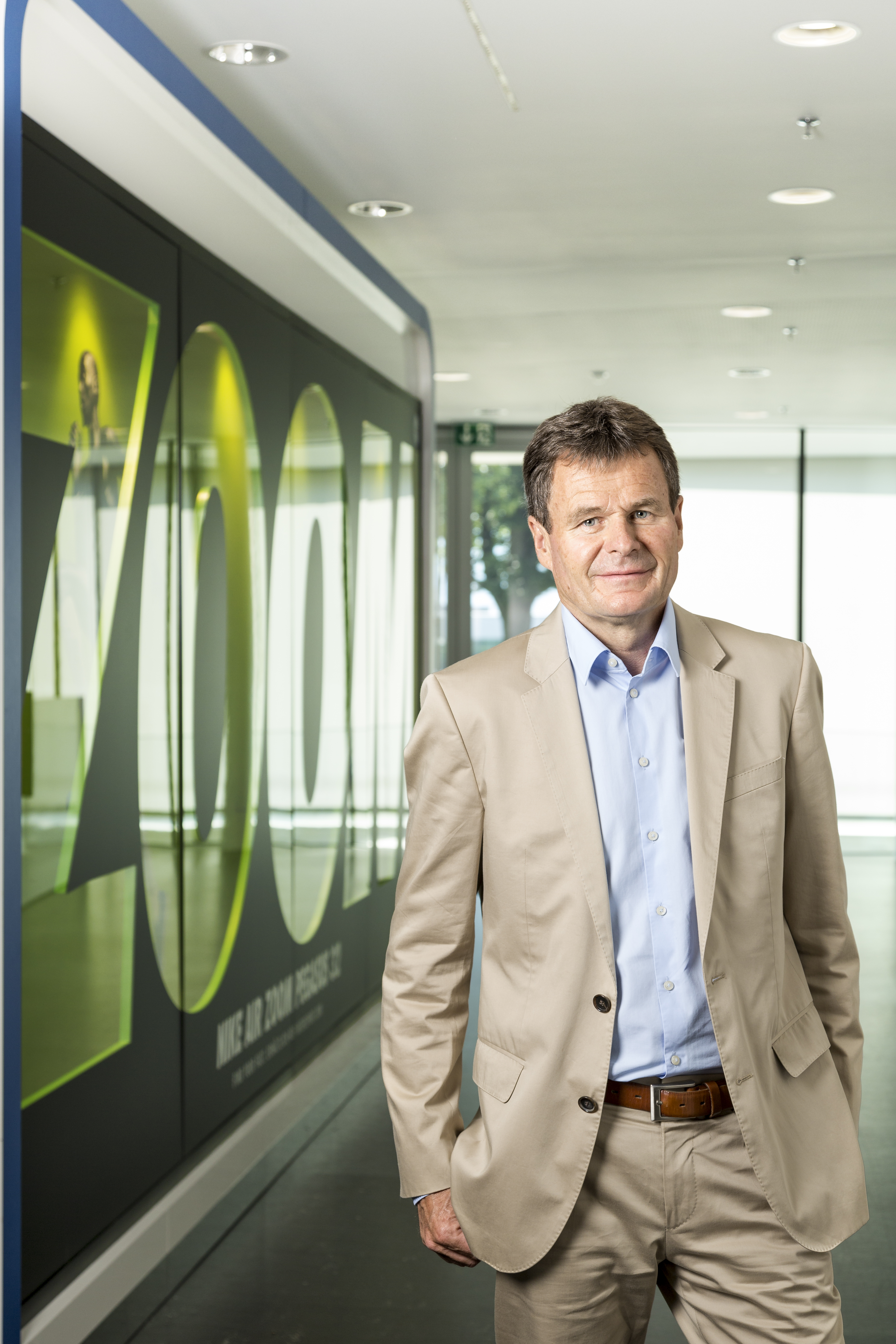
Franz Julen (2015)

Franz Julen (* 6. September 1958 in Zermatt) ist ein Schweizer Manager. Er war von 2000 bis 2016 CEO der Sportfachhandelsgruppe Intersport.

## Leben
Franz Julen wurde als Sohn des Skirennfahrers Martin Julen in Zermatt geboren. 1982 schloss er das Studium an der Schweizerischen Hotelfachschule Luzern ab. Gleichzeitig war er zwischen 1979 und 1984 Rennbetreuer und Manager seines Bruders, des Skirennfahrers Max Julen. Diesen führte er im Jahr 1984 bei den Olympischen Winterspielen in Sarajevo zur Riesenslalom-Goldmedaille.
Von 1985 bis 1987 arbeitete Franz Julen als Sportjournalist bei der Fachzeitung Sport und für Schweizer Radio DRS. In dieser Funktion schrieb er unter anderem das Buch Pirmin – Mensch und Champion, eine Biografie über den Schweizer Skirennfahrer Pirmin Zurbriggen. 1987 wechselte Julen als stellvertretender Geschäftsleiter zu Marc Biver Development, einer Sportmarketingagentur, die weltweit Athleten und Sportevents vermarktete und aus der später IMG Schweiz hervorgegangen ist. Dort betreute er unter anderem die Schweizer Skirennfahrerin Vreni Schneider und die Österreicherin Petra Kronberger, beide mehrfache Olympiasiegerinnen.
Im Jahr 1993 wurde Franz Julen CEO des Sportartikelherstellers Völkl (International) AG. In dieser Funktion arbeitete er fünf Jahre, ehe er 1998 zur IIC - Intersport International Corporation GmbH (IIC) wechselte. Die ersten beiden Jahre agierte er als Chief Operating Officer (COO). Im Jahr 2000 wurde Franz Julen zum CEO der IIC befördert. Unter seiner Führung hat sich der Einkaufsverband zur weltweit führenden Sportartikel-Einzelhandelsorganisation entwickelt. Der Einzelhandelsumsatz hat sich während seiner 17-jährigen Amtszeit von 5 Milliarden Euro auf 11,5 Milliarden Euro (2016) mehr als verdoppelt, die Länderpräsenz hat sich mit 6000 angeschlossenen Geschäften von 16 auf 65 vervierfacht, womit die Gruppe heute auf allen Kontinenten zu finden ist. Im November 2015 gab Franz Julen bekannt, dass er die IIC per Ende 2016 verlässt.
Heute übt Franz Julen verschiedene Verwaltungsratsmandate aus. So ist er Präsident der Zermatt Bergbahnen AG sowie Mitglied des Beirats der Unternehmensgruppe Aldi Süd, des Verwaltungsrates der VFS Global und des Stiftungsrates der Kuoni und Hugentobler-Stiftung. Er war bis im Jahr 2022 15 Jahre im Verwaltungsrat der Valora Holding AG, die letzten fünf Jahre als Präsident. Er arbeitet als Berater weiter für Valora sowie als Initiant und Präsident des lokalen Organisationskomitees des «Matterhorn Cervino Speed Openings». Dabei handelt es sich um alpine Weltcup-Rennen auf der Skirennstrecke Gran Becca zwischen Zermatt und Breuil-Cervinia, welche bisher, mit Stand 2023, ausnahmslos aufgrund der Wetterverhältnisse abgesagt werden mussten. Der Vertrag mit der FIS um diese Rennen läuft voraussichtlich noch bis 2026.

## Publikationen
- Pirmin: Mensch und Champion. Habegger, Derendingen 1987, ISBN 3-85723-273-0.